# Niederlassungsfreiheit
Die Niederlassungsfreiheit ist Teil der Freizügigkeit und steht den Angehörigen der Mitgliedsstaaten zu. Nach Art. 43 EG/49 AEUV ist sie die unmittelbare Personenverkehrsfreiheit der selbständig Erwerbstätigen. Gemäß Art. 48 EG/54 AEUV steht sie auch Gesellschaften des bürgerlichen und des Handelsrechts zu, einschließlich der Genossenschaften und sonstigen Personen des öffentlichen und privaten Rechts mit Ausnahme derjenigen ohne Erwerbszweck.
Der EuGH definiert Niederlassung als „tatsächliche Ausübung einer wirtschaftlichen Tätigkeit mittels einer festen Einrichtung in einem anderen Mitgliedstaat“ „in stabiler und kontinuierlicher Weise“.

## Allgemeines
Die Niederlassungsfreiheit gehört zu den vier Grundfreiheiten der Europäischen Union und gewährleistet zusammen mit der Dienstleistungsfreiheit die wirtschaftliche Mobilität von natürlichen und juristischen Personen. Sie beinhaltet das Recht von selbstständig Erwerbstätigen und Fachkräften sowie juristischen Personen, die in einem Mitgliedstaat rechtmäßig eine Tätigkeit ausüben, ihre Wirtschaftstätigkeit auch in einem anderen Mitgliedsstaat stetig und dauerhaft ausführen.
Die Reisefreiheit gilt dagegen nur für natürliche Personen und gewährleistet, ohne ungerechtfertigte Hindernisse über Grenzen hinweg zu reisen. Sie umfasst das Recht der Ausreise aus einem Land, einschließlich dem eigenen, sowie das Recht, in ein anderes, einschließlich das eigene, (wieder) einzureisen.

## Rechtsfragen
Gemäß Art. 49 AEUV sind Beschränkungen der freien Niederlassung von Staatsangehörigen eines EU-Mitgliedstaats in einem anderen Mitgliedstaat verboten, insbesondere dürfen sie Agenturen, Niederlassungen, Tochtergesellschaften oder Zweigniederlassungen gründen (sekundäre Niederlassungsfreiheit). Die Niederlassungsfreiheit umfasst implizit neben dem Recht auf freie Bewegung und freien Aufenthalt auch das Recht, den Herkunftsstaat zu verlassen und in einen anderen Mitgliedstaat einzureisen.
In der Europäischen Union sind EU-Bürger und nach den Gesetzen eines EU-Mitgliedstaates gegründete Gesellschaften mit Sitz, Hauptverwaltung oder Hauptniederlassung innerhalb der EU berechtigt, sich in jedem Mitgliedstaat der Europäischen Union niederzulassen. Niederlassung ist definiert als die tatsächliche Ausübung einer wirtschaftlichen Tätigkeit mittels einer festen Einrichtung in einem anderen Mitgliedstaat auf unbestimmte Zeit. Diese Freiheit gibt es seit 1957 durch den Vertrag zur Gründung der Europäischen Gemeinschaft.

## Schweiz
In der Schweiz entspricht die Niederlassungsfreiheit dem in Deutschland üblichen Begriff der Freizügigkeit. Siehe dazu Grundrechte (Schweiz).